# Bretteville-le-Rabet
Bretteville-le-Rabet är en kommun i departementet Calvados i regionen Normandie i norra Frankrike. Kommunen ligger i kantonen Bretteville-sur-Laize som ligger i arrondissementet Caen. År 2022 hade Bretteville-le-Rabet 297 invånare.

## Befolkningsutveckling
Antalet invånare i kommunen Bretteville-le-Rabet
Referens: INSEE